# Брузимпиано
Брузимпиа̀но (на италиански: Brusiampiano; на ломбардски: Brüsin, Брюзин) е село и община в Северна Италия, провинция Варезе, регион Ломбардия. Разположено е на 289 m надморска височина. Населението на общината е 15 777 души (към 2017 г.).